# Casa di guerra
Casa di guerra è un romanzo storico di Isabella Bossi Fedrigotti, pubblicato in Italia nel 1983, finalista al Premio Strega e vincitore del Premio Selezione Campiello.

## Trama
Il libro comincia con la descrizione di una vecchia foto, risalente al 1944. Si vedono in primo piano i genitori dell'autrice e il primo loro figlio, di pochi mesi, la governante Weseman, la signorina Firmian, amica di famiglia che tiene in braccio il bimbo e, pressoché tagliata su un lato, la piccola cuoca Resi. Sullo sfondo la casa signorile in collina, in cui tutti vissero nel periodo narrato (1943-1945) e dove passarono moltissimi ospiti. Si prosegue poi con i racconti da parte delle persone immortalate nella foto.

### Il racconto della governante
Bertha Weseman è tedesca di nascita e ha offerto i suoi servizi a molte famiglie, quando nel 1943 riceve l'incarico presso la famiglia Fedrigotti. Il bambino nasce poco dopo, figlio di un italiano e di una mamma austriaca e la lingua parlata in casa è il tedesco. Con la caduta di Benito Mussolini, la Venezia Tridentina viene occupata dalla Germania nazista di Hitler e organizzata nella Zona d'operazioni delle Prealpi. Però la Weseman non ha motivo di preoccuparsi fino al giugno del 1944, quando, in seguito alla morte di alcuni patrioti, le azioni partigiane si fanno più risolute. In questo periodo, i padroni ospitano due paracadutisti inglesi che hanno montato una radio nel fienile. Una sera, giunge trafelata la signorina Firmian, amica di famiglia, che mette tutti in allarme, avendo saputo con sicurezza che ci sarà un'ispezione delle SS e che gli inglesi devono immediatamente scappare.
I due fanno a tempo a dileguarsi in montagna, con la trasmittente sulle spalle, che irrompono le SS e per lunghe ore perquisiscono la casa e dintorni. Non trovano nulla e se ne vanno. Da allora il padrone intensifica i suoi legami con la Resistenza, vivendo in maniera sempre più rischiosa. Il mistero più grande per la Weseman è come abbia fatto la Firmian a poterli avvertire: così, mettendosi a indagare a modo suo e grazie all'amicizia della cuoca, Bertha Weseman scopre che la signorina Firmian è amante di un ufficiale tedesco che si è insediato con due colleghi in casa sua. La storia sembra di pubblico dominio. Ma l'avanzata delle truppe alleate si avvicina e i tedeschi residenti a casa Firmian spariscono nel nulla. Per non restare sola, la Firmian si trasferisce dai Fedrigotti. Qui viene prelevata dalla Gestapo, quando ormai gli alleati stanno per liberare la regione.

### Il racconto della cuoca Resi Raffler
Resi è un'italiana di lingua tedesca, proveniente dalla Val Venosta. Andata a servizio a causa della povertà della sua famiglia, non si è sposata. Con gli anni, sono aumentate le sue incombenze, mentre lo stipendio è rimasto lo stesso, anzi le viene chiesto di aiutare nella casa della signorina Firmian. Finché in casa ci sono solo la signorina e il cognato (vedovo della sorella minore e forse fidanzato con la stessa Firmian), Resi si adatta, ma quando arrivano tre ufficiali tedeschi, e uno di questi in breve diventa amante della signorina, la timida cuoca non gradisce più questo lavoro. Si accorge inoltre che i due non fanno mistero della loro relazione e anzi vanno girando in montagna, il che procura alla Firmian la fama di spia. La preoccupazione di Resi aumenta quando, in prossimità della liberazione, i tedeschi di casa Firmian spariscono e la signorina arriva alla villa Fedrigotti. Qui la preleverà la Gestapo.

### Il racconto del padrone di casa
Il conte spiega qual è la sua posizione politica. Nato sotto l'amministrazione austriaca, con il passaggio all'Italia e l'avvento del fascismo si era trovato all'opposizione, non piacendogli i sistemi usati dal regime per italianizzare quella regione. Era stato anche imprigionato, e poi internato, per una vendetta del prefetto Italo Foschi e al ritorno si era arruolato e aveva fatto la guerra nell'esercito italiano in Jugoslavia. Dopo l'Armistizio, aveva guardato con molto sospetto alla creazione dell'Alpenvorland (come ex suddito austriaco era naturalmente avverso ai tedeschi). Fu per lui inevitabile accettare i contatti con i partigiani, ma non mancò di ospitare anche truppe tedesche in ritirata e un generale tedesco disertore.
L'episodio dei paracadutisti inglesi, salvati per miracolo dal tempestivo allarme della signorina Firmian, costrinse il conte a chiedersi come lei sapesse. Facendo domande discrete, riceveva sempre la risposta che la donna si fosse fatta amare molto da uno dei tedeschi da lei ospitati. La stessa risposta ebbe a più riprese, anche quando arrivò alla villa un generale tedesco in fuga. In quel momento, per la famiglia il rischio era altissimo, in quanto da giorni ospitavano anche un generale tedesco disertore in preda al panico e che perciò prese tutte le decisioni più assurde. Arrivò anche la Firmian, che preferiva stare con gli amici, essendosi dileguati i tedeschi che aveva in casa. Così fu uno shock scoprire che, a liberazione quasi avvenuta, la Gestapo venne a prelevare la signorina. Il conte si precipitò a Trento per capire cosa succedesse alla donna, ma invano bussò alla porta del Gauleiter Franz Hofer. I tedeschi erano in fuga e nessuno volle rispondergli.

### Il racconto del nazista
Franz Stauderer, italiano di lingua tedesca, era stato in passato precettore in casa Firmian. Si occupava del figlio minore, un ragazzo che, allo scoppio della guerra, era fuggito in Germania per arruolarsi nelle truppe tedesche. Poco dopo era morto in Russia. Quanto a Stauderer, che in guerra aveva perso un braccio e l'uso parziale di una gamba, appena costituito l'Alpenvorland, aveva abbracciato la causa nazista, ponendosi al servizio del Gauleiter. Egli doveva, data la sua posizione di trentino parlante il tedesco, appianare casi di abuso da parte delle truppe occupanti o lamentele di proprietari. Sul finire della guerra, incontrò un giorno Cles, il cognato della signorina Firmian, che gli chiese di intervenire: in casa si erano installati tre ufficiali e rimanevano lì da quattro mesi. Cles voleva fossero allontanati, ma esitò a dire il vero motivo della sua richiesta.
Stauderer si impegnò di andare a un tè il giorno dopo con la moglie, sembrandogli il tutto molto esagerato. Si accorse che uno degli ufficiali manovrava perché lui non avvicinasse i commilitoni, i quali si erano lasciati sfuggire il nome del loro reggimento. Altre piccole cose lo resero diffidente verso i tre tedeschi, e quando tornarono a Trento, fece ricerche per saperne di più. Era esistito un reggimento "Brandeburgo", fondato da un oppositore di Hitler, ma non se ne era saputo più nulla. Le indagini di Stauderer coinvolsero anche le SS e la Gestapo, per cui, quando i tre sparirono e la signorina Firmian fu prelevata e incarcerata, Stauderer capì che i tre si erano da tempo preparati la ricomparsa in scena tra le file dei liberatori. Egli seppe che la Firmian fu trattenuta fino al 2 maggio, poi rilasciata. Provò sempre rimorso nei suoi confronti e non andò mai a trovarla. Stabilitosi in Austria, non rinnega il passato nazista ed è in contatto con altri che condivisero le sue idee.

### Il racconto della signorina Firmian
Maria Luigia Firmian aveva circa quarant'anni, quando la guerra le portò in casa il cognato Cles, vedovo della sorella minore. Pur essendo bella, ricca e coraggiosa, la donna aveva molti rimpianti. Il più grande riguardava lo studio che non le fu permesso, come invece la sua intelligenza avrebbe meritato. Da ragazza desiderava fare l'infermiera, ma il padre, un signore dalla mentalità ristretta, non aveva previsto per le figlie altro che casa e matrimonio. Poi, morti genitori, fratello e sorella, lei aveva accettato di sposare il cognato a fine guerra, ma i due non avevano reso pubblico il loro legame, non ce n'era bisogno. Così, quando arrivarono i tre ufficiali tedeschi e il più giovane, un venticinquenne, aveva preso l'iniziativa di divenire il suo amante, lei rispose in modo ardente, d'amore e di desiderio di vita.
I tre tedeschi si comportavano in modo decisamente strano, avendo dispensato se stessi e i loro ospiti dal saluto nazista. Inoltre, tenevano una radio ben nascosta nello studio della signorina. Ad un certo punto l'amante le chiese di metterli in contatto con i partigiani e la donna rifiutò. Ma non poté resistere a lungo, perché la richiesta era fondata su un effettivo ripudio del nazismo. I tre conoscevano attraverso la radio i fatti dell'intera regione, ma avevano bisogno di una figura che operasse il contatto. Si trattava di correre rischi altissimi, ma la Firmian fino a un certo punto li corse. Una notte, dovendo incontrare dei patrioti in una canonica, la cosa non riuscì e anzi qualcuno fece la spia, tanto che il parroco fu arrestato e inviato in un campo a nord della Germania. Da quel momento la donna non volle più collaborare e si preparò a una dolorosa separazione dal giovane amante, sapendo che lo scopo di questi era raggiunto.
Oltre a ciò, la signorina dovette subire moltissime angherie da parte dei contadini e non osò fare parola con il cognato. L'arresto del parroco l'aveva marchiata agli occhi dei compaesani come spia e collaborazionista. Quando i tre tedeschi decisero di partire non ci furono addii e lei, sempre più impaurita, corse a rifugiarsi dagli amici. L'arresto, da parte della Gestapo, arrivava troppo tardi, ma lei lo ignorava. Fu interrogata per un giorno e una notte: volevano informazioni su dove si fossero nascosti i tre tedeschi che aveva alloggiato. Lei resistette perché nulla sapeva, ma quando la liberarono si ritrovò in mezzo a truppe tedesche che fuggivano a nord disordinatamente. Chiese un primo soccorso a certi amici di Trento, poi tornò a vivere da sola. Con il tempo ha venduto tutte le proprietà e si è ritirata in un piccolo appartamento. Parla solo tedesco, frequenta qualche amico. Non ha più rivisto il suo tedesco che ora, in Germania, fa una vita magnifica con un passato da eroe. E lei cerca di non pensare a quanto e a quanti dovrebbe perdonare.

## Edizioni
- Isabella Bossi Fedrigotti, Casa di guerra, Milano, Longanesi, 1983.